# Per una valigia piena di donne
Per una valigia piena di donne è un film del 1964, diretto da Renzo Russo.

## Trama
Un marito in cerca di distrazioni si allontana da casa per un fantasioso viaggio attraverso i locali notturni delle grandi città europee. Si alternano così esibizioni di giochi di prestigio, di balletti e di numeri di spogliarello. Alla fine il marito viene ricondotto a casa dalla moglie infuriata.